# Anna Sophie Magdalene Frederikke Ulrikke
Anna Sophie Magdalene Frederikke Ulrikke (født 1730 eller 1740 - død 22. januar 1805 i Stege) var en bedrager som i 1766 krævede en pension af det danske kongehus, da hun hævdede at være datter af kong Christian 6. og dennes svigerinde Sophie Caroline af Brandenburg-Kulmbach.
Oplysningerne om hendes fødselsår varierer mellem 1730 og 1740. Hun kom til København 1761 sammen med en norsk student, Kirchhof, som hun boede sammen med. Kirchhof fik hende til i 1767 offentligt at kræve sin ret som barn af Christian 6. og Sophie Caroline af Brandenburg-Kulmbach, som på sin tid påstodes at have haft en affære. En statslig kommission blev nedsat 1770 for at undersøge sagen. Det kom frem at hun havde været prostitueret i Amsterdam og behandlet for kønssygdomme i Oldenburg, hvorefter hun blev sat i Møns tugthus. I tugthuset blev hun dog ikke omtalt som tugthuslem, men som frøken, og ifølge instrukserne skulle hun behandles som om hun kunne blive løsladt når som helst. Hun modtog også underhold fra kongehuset, som blev forhøjet i 1773 og 1783.